# جان کوری (بازیکن فوتبال، زاده ۱۹۲۱)
جان کوری (انگلیسی: John Currie; ۱۸ مارس ۱۹۲۱ – ۲۱ آوریل ۱۹۸۴) بازیکن فوتبال اهل بریتانیا بود.
از باشگاه‌هایی که در آن بازی کرده‌است می‌توان به باشگاه فوتبال استافورد رانجرز، باشگاه فوتبال پورت ویل و باشگاه فوتبال ای‌اف‌سی بورنموث اشاره کرد.